# Sven Botman
Sven Botman (Badhoevedorp, 12 gennaio 2000) è un calciatore olandese, difensore del Newcastle Utd.

## Caratteristiche tecniche
È un difensore centrale di piede mancino, molto bravo nella marcatura, nell'impostazione del gioco e risultata anche molto veloce, difatti detiene il record di velocità registrato in campo, quasi 40 km orari.

## Carriera

### Club
Jong Ajax
Calcisticamente cresciuto nel settore giovanile dell'Ajax, ha debuttato con la squadra riserve il 17 agosto 2018, durante l'incontro di Eerste Divisie perso per 1-2 contro il Roda JC. Il 27 luglio 2019 è stato ceduto in prestito all'Heerenveen.
Lille
Il 31 luglio 2020 è stato acquistato dai francesi del Lilla per otto milioni di euro, firmando un contratto quinquennale; con i biancorossi ha collezionato tre reti in settantanove partite tra campionato e coppe.
Newcastle
Il 28 giugno 2022 è stato acquistato dagli inglesi del Newcastle Utd per 37 milioni di euro. Il 24 settembre 2023 segna il suo primo goal con un colpo di testa nella vittoria in trasferta per 0-8 contro lo Sheffield United. L'1 gennaio 2024 torna al goal sempre con un colpo di testa nella sconfitta in trasferta per 4-2 contro il Liverpool.

### Nazionale
Dopo avere compiuto la trafila nelle nazionali giovanili olandesi, nel novembre 2020 viene convocato, per la prima volta, in nazionale maggiore.

## Statistiche

### Presenze e reti nei club
Statistiche aggiornate al 26 dicembre 2023.
| Stagione             | Squadra              | Campionato           | Campionato | Campionato | Coppe nazionali | Coppe nazionali | Coppe nazionali | Coppe continentali | Coppe continentali | Coppe continentali | Altre coppe | Altre coppe | Altre coppe | Totale | Totale |
| Stagione             | Squadra              | Comp                 | Pres       | Reti       | Comp            | Pres            | Reti            | Comp               | Pres               | Reti               | Comp        | Pres        | Reti        | Pres   | Reti   |
| -------------------- | -------------------- | -------------------- | ---------- | ---------- | --------------- | --------------- | --------------- | ------------------ | ------------------ | ------------------ | ----------- | ----------- | ----------- | ------ | ------ |
| 2018-2019            | Jong Ajax            | EED                  | 28         | 2          | CO              | 0               | 0               | -                  | -                  | -                  | -           | -           | -           | 28     | 2      |
| 2019-2020            | Heerenveen           | ED                   | 26         | 2          | CO              | 4               | 0               | -                  | -                  | -                  | -           | -           | -           | 30     | 2      |
| 2020-2021            | Lilla                | L1                   | 37         | 0          | CF              | 2               | 0               | UEL                | 8                  | 0                  | -           | -           | -           | 47     | 0      |
| 2021-2022            | Lilla                | L1                   | 25         | 3          | CF              | 1               | 0               | UCL                | 5                  | 0                  | SF          | 1           | 0           | 32     | 3      |
| Totale Lilla         | Totale Lilla         | Totale Lilla         | 62         | 3          |                 | 3               | 0               |                    | 13                 | 0                  |             | 1           | 0           | 79     | 3      |
| 2022-2023            | Newcastle Utd        | PL                   | 36         | 0          | FACup+CdL       | 1+7             | 0+0             | -                  | -                  | -                  | -           | -           | -           | 44     | 0      |
| 2023-2024            | Newcastle Utd        | PL                   | 9          | 2          | FACup+CdL       | 1+0             | 0               | UCL                | 1                  | 0                  | -           | -           | -           | 11     | 1      |
| Totale Newcastle Utd | Totale Newcastle Utd | Totale Newcastle Utd | 45         | 2          |                 | 9               | 0               |                    | 1                  | 0                  |             | -           | -           | 55     | 2      |
| Totale carriera      | Totale carriera      | Totale carriera      | 161        | 9          |                 | 16              | 0               |                    | 14                 | 0                  |             | 1           | 0           | 192    | 9      |

## Palmarès

### Competizioni nazionali
- Campionato francese: 1

Lilla: 2020-2021
- Supercoppa francese: 1

Lilla: 2021
- Coppa di Lega inglese: 1

Newcastle: 2024-2025